# Оолит

Смоченный шлиф породы, состоящей из оолитов

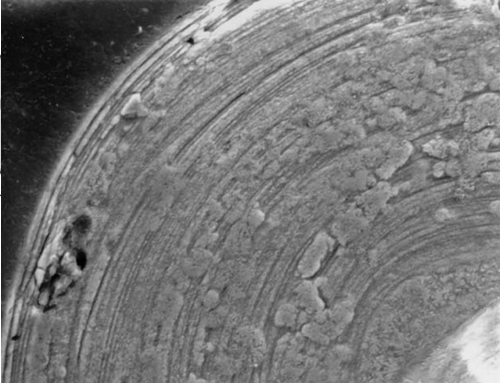
Срез оолита

Оолиты (от др.-греч. ᾠόν — «яйцо» и λίθος — «камень») — минеральные образования в виде шариков или эллипсоидов размером от микрометров до 15—25 мм (оолиты размером больше 2—5 мм называются пизолитами). Имеют концентрически-скорлуповатое, иногда радиально-лучистое (сферолит) строение. Обычно (но не всегда) растут вокруг ядра, которым может стать песчинка, обломок раковины и т. п.. Могут образовывать большие толщи. В пещерах иногда образуются очень большие оолиты — пещерный жемчуг.
Могут состоять из карбоната кальция, окислов железа и марганца и других минералов. Некоторые оолиты являются железной рудой (бобовая руда).

## Генезис
Оолиты образуются в воде (как в морях, так и в тёплых источниках) при участии различных химических процессов, в том числе с участием живых организмов. Могут появляться при диагенезе и на других стадиях преобразования осадков при циркуляции в них растворов.